# Seleção Equatoriana de Handebol Masculino
A Seleção Equatoriana de Handebol Masculino é a equipe que representa o Equador nas competições internacionais de handebol organizadas pela Confederação Sul e Centro Americana de Handebol (SCAHC), pela Federação Internacional de Handebol (IHF) e pelo Comitê Olímpico Internacional (COI), e é governada pela Federacion Ecuatoriana de Balonmano. 

## Histórico
A Federación Ecuatoriana de Balonmano é membro da Federação Internacional de Handebol (IHF) desde 2006 e da Confederação Sul e Centro Americana de Handebol (SCAHC) desde 2019. A equipe ainda não se classificou para um grande torneio internacional.
A equipe competiu em seu primeiro torneio nos Jogos Bolivarianos de 2013, onde venceu sua partida de abertura contra o Peru por 27 a 26. Houve derrotas contra Colômbia, Venezuela e Guatemala, de modo que terminou o grupo em quarto lugar.
No Campeonato das Nações Emergentes da América do Sul e Central da IHF em 2018, torneio de handebol para países em desenvolvimento na América do Sul e Central organizado pela IHF, a equipe venceu na fase de grupos El Salvador por 41-30 e 44-25 contra Honduras. No terceiro jogo, perderam para a anfitriã Colômbia por 24-35. Nas quartas de final, eles perderam por pouco para o Peru por 31-32 e terminaram em sexto lugar após uma vitória de 39-30 sobre Honduras e uma derrota de 24-35 contra a Costa Rica.

## Competições

### Jogos Bolivarianos
| Ano           | Fase       | Posição | JG | V | E | D | GF | GS  | DF  |
| ------------- | ---------- | ------- | -- | - | - | - | -- | --- | --- |
| Trujillo 2013 | Fase única | 4º      | 4  | 1 | 0 | 3 | 89 | 148 | -59 |

### Campeonato das Nações Emergentes da América do Sul e Central da IHF
| Ano  | Fase                | Posição | JG | V | E | D | GF  | GS  | DF  |
| ---- | ------------------- | ------- | -- | - | - | - | --- | --- | --- |
| 2018 | Disputa do 5º lugar | 6º      | 6  | 3 | 0 | 3 | 203 | 187 | +16 |